# La angustia de vivir
La angustia de vivir (en inglés, The Country Girl) es una película de 1954 escrita y dirigida por George Seaton y basada en una obra de Clifford Odets del mismo nombre. Protagonizada por Bing Crosby, Grace Kelly y William Holden, gira en torno al esfuerzo de un actor exalcohólico por aprovechar la última oportunidad que le es ofrecida para resucitar su carrera. Recibió dos Óscars –mejor guion adaptado (Seaton) y mejor actriz (Kelly)– y participó en el Festival de Cannes de 1955.
Grace Kelly ganó el Óscar a la mejor actriz por este papel, que anteriormente le había valido su primer premio Tony a Uta Hagen en la versión teatral en Broadway. El papel, una despedida poco glamurosa para Kelly, era el de la paciente y sufridora esposa de un actor alcohólico.
El Oscar fue una gran sorpresa, ya que la mayoría de la crítica y la prensa apostaban por la interpretación de Judy Garland en Ha nacido una estrella. La NBC incluso envió un equipo de televisión a la habitación del hospital donde Garland se recuperaba del nacimiento de su hijo con objeto de realizar una entrevista en directo cuando le diesen la noticia de que había ganado el Oscar.
Cuando Groucho Marx se enteró de que el premio se lo había llevado Grace, le envió a Judy un telegrama que decía que "era el mayor robo desde el del edificio Brinks".
Para la época en que se rodó, esta película es notable por sus diálogos realistas y sinceros y por tocar con franqueza los daños colaterales del alcoholismo y el conflicto emocional post-divorcio.

## Argumento
En un teatro, se realizan audiciones para una nueva producción musical titulada "The Land Around Us". El director Bernie Dodd (William Holden) observa un número interpretado por la estrella en decadencia Frank Elgin (Bing Crosby) y sugiere que lo elijan para el papel principal. Esto encuentra una fuerte oposición por parte de Philip Cook (Anthony Ross), el productor del espectáculo. Sin embargo, Bernie insiste en que Frank, quien vive en un modesto apartamento con su esposa Georgie (Grace Kelly), sea el elegido.
Frank es en realidad un alcohólico exigente que depende completamente de su esposa. Al principio, Frank le hace creer a Bernie que Georgie es la causa del declive de su carrera, lo que resulta en que Bernie la culpe erróneamente de todo lo que sucede durante los ensayos, incluyendo las peticiones de Frank de un vestuarista y un contrato fijo, primero a sus espaldas y finalmente en su cara. La verdadera razón por la que la carrera de Frank se tambalea es su inseguridad. Cuando su hijo Johnny, de cinco años, fue atropellado y murió mientras estaba al cuidado de Frank, este quedó devastado. Bernie también creía que Georgie era suicida y una borracha, cuando en realidad es Frank quien es ambas cosas.
Humillado al descubrir la verdad, Bernie se da cuenta de que detrás de su odio hacia Georgie se esconde una fuerte atracción por ella y la besa. Ella le dice que eso no significa que nada haya cambiado.
La actuación de Frank es un éxito en la noche del estreno. Después, exige respeto a Cook. Anteriormente, Georgie había dicho que si Frank pudiera valerse por sí mismo, ella podría alejarse de él. En una fiesta para celebrar el estreno de la obra, Bernie cree que Georgie podrá dejar a Frank y le dice que la ama. Más tarde, Frank les dice que ha notado sus miradas de deseo, y los tres hablan. Poco después, Frank se va de la fiesta. Georgie se despide de Bernie, quien le dice que aprecia a una mujer leal. Ella lo besa suavemente y va a reunirse con Frank.

## Reparto
- Bing Crosby como Frank Elgin
- Grace Kelly como Georgie Elgin
- William Holden como Bernie Dodd
- Anthony Ross como Philip Cook
- Gene Reynolds como Larry
- Jacqueline Fontaine como una cantante de salón
- Eddie Ryder como Ed
- Robert Kent como Paul Unger
- John W. Reynolds como Henry Johnson
- Victor Young como el director del estudio de grabación (no acreditado)

## Recepción
Filmada entre febrero y abril de 1954, la película tuvo su estreno mundial benéfico en el Criterion Theatre de Nueva York, el 15 de diciembre de 1954. El Estreno de Gala en la Costa Oeste tuvo lugar en el Stanley Warner Theatre, Wilshire Blvd. en Canon Drive, Beverly Hills, el 21 de diciembre. Este evento fue a beneficio del Fondo Olímpico de los Estados Unidos. 
La crítica fue muy favorable, y Bosley Crowther, del New York Times, escribió: «La angustia de vivir se consolida como una de las mejores y más impactantes películas del año». Variety la resumió con: «Un ensayo excepcionalmente bien interpretado sobre un hombre alcohólico, con Bing Crosby protagonizando un romance de botella, La angustia de vivir es un éxito rotundo de taquilla. Es un espectáculo fuerte e intenso que sin duda dará de qué hablar».

## Premios
La película fue muy bien recibida también en los premios, sobre todo los Óscar, obteniendo 7 nominaciones, convirtiéndose así en la segunda película con más nominaciones al premio del año, detrás de On the Waterfront. Grace Kelly fue quien más nominaciones y premios obtuvo por la película.
| Premio                                                | Categoría                                   | Receptor                                                            | Resultado  |
| ----------------------------------------------------- | ------------------------------------------- | ------------------------------------------------------------------- | ---------- |
| Premios Óscar                                         | Mejor película                              | William Perlberg                                                    | Nominado   |
| Premios Óscar                                         | Mejor director                              | George Seaton                                                       | Nominado   |
| Premios Óscar                                         | Mejor actor                                 | Bing Crosby                                                         | Nominado   |
| Premios Óscar                                         | Mejor actriz                                | Grace Kelly                                                         | Ganadora   |
| Premios Óscar                                         | Mejor guion adaptado                        | George Seaton                                                       | Ganador    |
| Premios Óscar                                         | Mejor diseño de producción - blanco y negro | Hal Pereira, Roland Anderson, Samuel M. Comer y Grace Gregory       | Nominado   |
| Premios Óscar                                         | Mejor fotografía - blanco y negro           | John F. Warren                                                      | Nominado   |
| Premios Globo de Oro                                  | Mejor actriz - Drama                        | Grace Kelly                                                         | Ganadora   |
| Premios BAFTA                                         | Mejor actriz extranjera                     | Grace Kelly                                                         | Nominada   |
| Premios del Círculo de Críticos de Cine de Nueva York | Mejor película                              | Mejor película                                                      | Nominado   |
| Premios del Círculo de Críticos de Cine de Nueva York | Mejor director                              | George Seaton                                                       | Nominado   |
| Premios del Círculo de Críticos de Cine de Nueva York | Mejor actriz                                | Grace Kelly (también por Dial M for Murder y La ventana indiscreta) | Ganadora   |
| National Board of Review                              | 10 Películas más Destacadas                 | 10 Películas más Destacadas                                         | 3er puesto |
| National Board of Review                              | Mejor Actor                                 | Bing Crosby                                                         | Ganador    |
| National Board of Review                              | Mejor Actriz                                | Grace Kelly                                                         | Ganadora   |
| Premios del Sindicato de Directores                   | Mejor dirección                             | George Seaton                                                       | Nominado   |
| Festival de Cannes                                    | Palma de Oro                                | George Seaton                                                       | Nominado   |

## En la cultura popular
- Algunos diálogos de la película son usados en la canción de 2007 de MIKA, "Grace Kelly".
- La película es mencionada por William Holden en la serie I love Lucy, en el episodio de 1955, L.A. at last, donde el actor aparece como estrella invitada.